# Martin Allen (football)
Pour les articles homonymes, voir Allen.
Ne doit pas être confondu avec Martin Allen.
Martin James Allen, appelé couramment Martin Allen, est un footballeur puis entraîneur anglais, né le 14 août 1965 à Reading. Évoluant comme milieu de terrain, il est principalement connu pour ses saisons à QPR et West Ham United en tant que joueur puis pour avoir entraîné les clubs de Barnet, Brentford, MK Dons, Leicester City, Cheltenham Town, Notts County et Gillingham.

## Biographie

### Carrière de joueur
Surnommé Mad Dog (Chien fou), il commence sa carrière à QPR en signant son premier contrat professionnel en 1983. Il y reste six saisons, jouant la finale perdue de la League Cup en 1986 contre Oxford United. Il s'engage pour West Ham United pour 670 000£ en 1989, signé par Lou Macari. Il y joue son premier match le 26 août 1989, victoire 3-2 à domicile contre Plymouth Argyle, inscrivant le deuxième but. 
Sous la direction de Billy Bonds (en), il obtient la promotion en First Division en 1991 puis en Premier League en 1993. 
Son caractère entier lui joua des tours aussi comme lorsque QPR refusa de le libérer d'un match important pour assister à la naissance de son premier enfant, et qu'il y alla quand même, ce pour quoi il fut sanctionné par son club. Il avait la réputation d'être un joueur rugueux, souvent sanctionné. Parmi ses expulsions, celle du 17 janvier 1990 contre Derby County est restée dans les mémoires, à cause d'un tacle des deux pieds impressionnant sur Mark Patterson (en), ou encore l'avertissement reçu le 30 novembre 1991 après 20 secondes de présence sur le terrain, pour un tacle très violent sur Carlton Palmer qui avait dû être évacué du terrain avec une suspicion de jambe cassée. Il fut sanctionné d'une semaine de salaire par son club.
Chez les Hammers, sous la direction de Billy Bonds (en) puis d'Harry Redknapp, il formait avec Peter Butler un duo réputé au milieu de terrain. Toutefois, West Ham décida de s'en séparer à la suite d'une nouvelle expulsion le 3 mai 1995 pour une faute sur Rufus Brevett (en) de QPR. Cette décision avait été prise aussi afin d'assainir l'image d'un club de mauvais garçons et de joueurs violents souvent confrontés à des problèmes de discipline, comme Julian Dicks, John Moncur ou Don Hutchison. 
Il fut ainsi transféré à Portsmouth en 1995 pour 500 000£, où il ne joua pas aussi souvent qu'il aurait aimé. Il essaya une dernière saison à Southend United avant de prendre sa retraite de joueur.

### Carrière d'entraîneur
Allen commence sa carrière d'entraîneur en devenant l'assistant d'Alan Pardew à Reading, le club de sa ville natale. Cette expérience fut pleinement positive car le duo réussit à obtenir la promotion en deux ans alors qu'ils avaient récupéré le club en position de relégable.
Allen choisit de partir en mars 2002 pour Barnet en tant qu'assistant de Peter Shreeves (en). Il se voit offrir de prendre en charge l'équipe première en remplacement de celui-ci après une année, en mars 2003. Il réussit à redresser le club et son départ un an après pour Brentford en remplacement de Wally Downes, le 18 mars 2004, déçut beaucoup de supporteurs. 
Son passage à Brentford fut une réussite. Il sauve tout d'abord le club de la relégation en Third Division et réussit à terminer 4e et 3e les deux saisons suivantes, se qualifiant en play-offs mais échouant à obtenir la promotion en perdant face à Sheffield Wednesday puis Swansea City. Il avait réussi à se construire un effectif très équilibré, entre des anciens aguerris (John Salako, Andy Myers, Scott Fitzgerald (en) et Jamie Lawrence (en)), des recrues gratuites (en) (Deon Burton, Chris Hargreaves, Stewart Talbot (en) et Isaiah Rankin) et des jeunes qui connaîtront par la suite une grande carrière, notamment la Premier League (Jay Tabb, Stephen Hunt, Sam Sodje et Michael Turner).
Il y réussit aussi des bonnes performances en FA Cup, éliminant Sunderland, membre de la Premier League et n'étant sorti que par des clubs de l'élite, Southampton en 2004-05 et Charlton Athletic en 2005-2006. 
Ses performances et ses méthodes non conventionnelles attirèrent l'attention des médias et lui valurent d'être adulé par les supporteurs du club. Il participa à une course sponsorisée de 40 km à vélo pour récolter des fonds pour le club. En février 2005, pour donner l'inspiration aux joueurs avant un match de FA Cup contre Hartlepool United, il nagea dans la Tees. Ce match se termina par une victoire 1-0 de Brentford. Pour le tour suivant en FA Cup et toujours pour motiver ses joueurs, il sauta nu dans le Solent. Ses joueurs réussirent à arracher le nul 2-2 contre Southampton. Il finit par démissionner en mai 2006, critiquant le manque d'ambition des dirigeants.
Il s'engagea alors pour MK Dons, un club, qui certes jouait une division en dessous de Brentford, mais dont le président Pete Winkelman (en) débordait d'ambition. Le club venait de connaître une chute spectaculaire, passant en trois ans du Championship à la League Two. Allen stoppa ce déclin et amena le club aux portes de la promotion, échouant en play-offs face à Shrewsbury Town.
En mai 2007, il est recruté par Leicester City qui joue en Championship et qui rachète son contrat auprès de MK Dons. Mais ses relations avec son président, Milan Mandarić (en), se sont très rapidement détériorées après qu'il a refusé de signer deux joueurs que le président voulait, Jimmy Floyd Hasselbaink et Derek Riordan. Le 29 août 2007, après juste quatre matches officiels, Allen et le club se séparèrent par commun accord. 
Après avoir eu des contacts avec Swindon Town, il s'engage finalement pour Cheltenham Town le 15 septembre 2008. Son père, Dennis Allen (en) avait lui aussi été entraîneur de Cheltenham Town de 1974 à 1979. Le club connaissait alors une grave crise, avec de grosses difficultés financières et une ambiance de vestiaire totalement néfaste. Allen prit alors une décision radicale en plaçant la totalité de l'effectif du club sur la transfer list (en) et acceptant de voir partir certains de ses meilleurs éléments soit en prêt soit pour des indemnités de transfert en dessous de leur valeur. L'électrochoc espéré n'arriva pas et il quitte le club le 11 décembre 2009. Il rebondit avec un poste de recruteur à QPR.
Il retourne ensuite au club de ses débuts comme entraîneur, Barnet, le 23 mars 2011, pour une pige de quelques matches, avant de prendre en main l'équipe de Notts County, le 11 avril 2011, avec pour mission de la sauver de la relégation, ce qu'il parvint à faire en remportant 8 points lors des 7 derniers matches de la saison. Il est élu entraîneur du mois en League One en septembre 2011 mais ses résultats par la suite furent moins élevés. Il est renvoyé de son poste le 18 février 2012.
Il retourne alors une troisième fois à Barnet, juste pour assurer l'intérim à la suite du départ de Lawrie Sanchez. Il coache l'équipe pour les trois derniers matches de la saison et avec deux victoires, dont une lors du dernier match décisif contre Burton Albion, il arrive à éviter la relégation. 
Le 5 juillet 2012, il est nommé entraîneur de Gillingham. Ses débuts furent très réussis, le club signant son tout meilleur départ en championnat de son histoire. Il bat aussi le record de victoires à l'extérieur de l'histoire du club, en signant son 11e succès le 23 février 2013, 1-0 contre Chesterfield. Le 6 avril 2013, Gillingham obtient officiellement sa promotion en League One et remporte le titre de champion de League Two le 20 avril 2013 après un nul 2-2 contre AFC Wimbledon. Le 20 mai 2013, il est sacré entraîneur de l'année en League Two (en). La saison suivante, en League One, est par contre très difficile et Allen se fait renvoyer en octobre 2013 après 11 matches et seulement 2 victoires.
Il retourne alors pour une quatrième fois à Barnet mais, cette fois-ci, de manière durable, signant son contrat le 19 mars 2014. Le club joue alors en Conference mais Allen obtient la promotion en League Two le 25 avril 2015 et remporte dans la foulée le championnat.

#### Statistiques
Valables au 19 décembre 2015.
| Équipe             | Pays                    | Du                | Jusqu'au          | Stats | Stats | Stats | Stats | Stats  |
| Équipe             | Pays                    | Du                | Jusqu'au          | M     | V     | N     | D     | % Vic  |
| ------------------ | ----------------------- | ----------------- | ----------------- | ----- | ----- | ----- | ----- | ------ |
| Barnet FC          | Drapeau de l'Angleterre | 30 mars 2003      | 18 mars 2004      | 47    | 20    | 17    | 10    | 42,55% |
| Brentford FC       | Drapeau de l'Angleterre | 18 mars 2004      | 31 mai 2006       | 124   | 54    | 36    | 34    | 43,55% |
| Milton Keynes Dons | Drapeau de l'Angleterre | 21 juin 2006      | 25 mai 2007       | 55    | 28    | 11    | 16    | 50,91% |
| Leicester City     | Drapeau de l'Angleterre | 25 mai 2007       | 29 août 2007      | 4     | 2     | 1     | 1     | 50,00% |
| Cheltenham Town    | Drapeau de l'Angleterre | 15 septembre 2008 | 11 décembre 2009  | 60    | 13    | 19    | 28    | 21,67% |
| Barnet FC          | Drapeau de l'Angleterre | 23 mars 2011      | 11 avril 2011     | 3     | 2     | 1     | 0     | 66,67% |
| Notts County       | Drapeau de l'Angleterre | 11 avril 2011     | 18 février 2012   | 43    | 16    | 10    | 17    | 37,21% |
| Barnet FC          | Drapeau de l'Angleterre | 16 avril 2012     | 11 juin 2012      | 3     | 2     | 0     | 1     | 66,67% |
| Gillingham FC      | Drapeau de l'Angleterre | 5 juillet 2012    | 13 octobre 2013   | 64    | 27    | 17    | 20    | 42,19% |
| Barnet FC          | Drapeau de l'Angleterre | 19 mars 2014      | 1er décembre 2016 | 135   | 57    | 35    | 43    | 42,22% |
| Eastleigh FC       | Drapeau de l'Angleterre | 1er décembre 2016 | 22 février 2017   | 14    | 2     | 5     | 7     | 14,29% |
| Barnet FC          | Drapeau de l'Angleterre | 19 mars 2018      | 9 mai 2018        | 8     | 5     | 1     | 2     | 62,50% |
| Chesterfield FC    | Drapeau de l'Angleterre | 15 mai 2018       | 27 décembre 2018  | 30    | 7     | 12    | 11    | 23,33% |
| Total              | Total                   | Total             | Total             | 591   | 235   | 165   | 191   | 39,76% |

### Palmarès

#### En tant qu'entraîneur
- Brentford :
  - Supporters Direct Cup (en) : 2004
- Gillingham :
  - Champion de League Two : 2012-13
- Barnet :
  - Champion de Football Conference : 2014-15

### Vie privée
Martin Allen est issu d'une grande famille de footballeurs : ses cousins Paul (en), Bradley et Clive Allen ont tous été internationaux anglais ou espoirs. Son oncle, Les, et son père, Dennis (en), ont joué en Football League puis sont devenus entraîneurs. Son fils, Charlie (en), et ses neveux, Oliver (en) et Harry Grant (en), jouent aussi en Football League.
Il a ouvert des écoles de football dans 13 villes d'Angleterre et a fondé l'entreprise Pro FC spécialisée dans la détection de jeunes joueurs prometteurs. Il est l'un des dirigeants d'une association caritative, Coaching for Hope. Depuis décembre 2013, il écrit une rubrique hebdomadaire dans le Daily Mail, appelée Mad Dog on Monday disponible sur le Mail Online.